# Gressitticoris
Gressitticoris is een geslacht van wantsen uit de familie van de Miridae (Blindwantsen). Het geslacht werd voor het eerst wetenschappelijk beschreven door Carvalho in 1985.

## Soorten
Het genus bevat de volgende soort:

- Gressitticoris sedlaceki Carvalho, 1985
- Gressitticoris henryi Chérot, 2018